# Caló de Sant Agustí

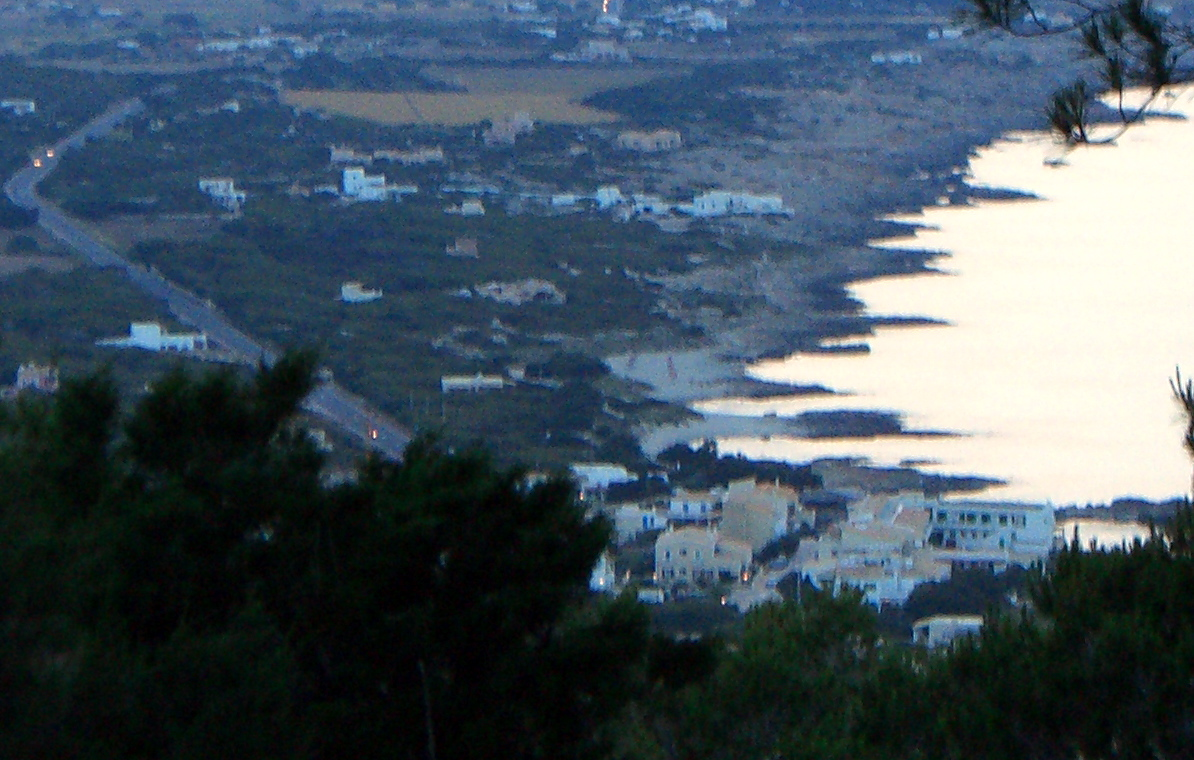
Vista del Caló i les Platgetes de dalt de la Mola

El Caló de Sant Agustí o, simplement, el Caló, és un nucli de població de Formentera situat entre la vénda del Carnatge i la de les Clotades, dins la parròquia del Pilar de la Mola. Està situat en una raconada de la costa de tramuntana, a l'extrem nord-est de l'istme del Carnatge, al peu de la Mola, a l'inici de l'antic camí de pujada a la Mola.
S'anomena Caló de Sant Agustí o, anteriorment, Caló dels Frares, pel fet que es creu que els ermitans de l'antic monestir de Sant Agustí de la Mola en feien ús. Tradicionalment ha estat usat com un dels ports de l'illa, però només per petites embarcacions i impracticable amb vent de tramuntana. El petit port està envoltat de barraques i varadors de pescadors.
El nucli urbà és de petites dimensions, amb 52 habitants el 2008 al seu nucli urbà, i 383 habitants disseminats. D'aquests 435 habitants totals, 230 són homes i 205 són dones Es va desenvolupar a partir dels anys setanta amb edificacions encarades al turisme. En l'edifici anomenat ca s'Alambí, el 1858 en Joan Marí i Mayans va instal·lar la primera destil·leria per produir licor de frígola i les típiques herbes eivissenques. Va ser l'embrió d'allò que després seria la fàbrica de licors Marí Mayans d'Eivissa.
Al costat del port, cap a l'oest, es troben les Platgetes, un tram de litoral compost per una sèrie de caletes consecutives de dimensions reduïdes. Són petits sortints rocosos alternats amb zones de sorra blanca que formen un sistema dunar amb vegetació de fixació: pins, savines i garriga. El pendent és suau i el fons és rocós amb zones de sorra. S'estén al llarg de 100 m amb una amplada mitjana de 25 m.
El referent més important formant una petita illa, del segment de costa que separa el Caló de Cala en Baster, al vessant nord-nord-est de Formentera, és el penyal d'en Jaume.